# Ścieżki dźwiękowe z serii Naruto

## Rozpoczęcia (Openingi)

### SeriaNaruto
| #        | Odcinki  | Tytuł                                                           | Wykonawca                                     | Czas trwania |
| Czołówka | Czołówka | Czołówka                                                        | Czołówka                                      | Czołówka     |
| -------- | -------- | --------------------------------------------------------------- | --------------------------------------------- | ------------ |
| 1.       | 1–25     | „R★O★C★K★S”                                                     | Hound Dog                                     | 4:53         |
| 2.       | 26–53    | „Haruka kanata” (jap. 遙か彼方)                                 | Asian Kung-Fu Generation                      | 4:02         |
| 3.       | 54–77    | „Kanashimi o yasashisa ni” (jap. 悲しみをやさしさに)            | Little by Little                              | 4:00         |
| 4.       | 78–103   | „GO!!!”                                                         | FLOW                                          | 3:56         |
| 5.       | 104–128  | „Seishun kyōsōkyoku” (jap. 青春狂騒曲)                          | Sambomaster (jap. サンボマスター Sanbomasutā) | 4:46         |
| 6.       | 129–153  | „No Boy, No Cry” (jap. ノーボーイ・ノークライ Nō bōi, Nō kurai) | Stance Punks                                  | 3:33         |
| 7.       | 154–178  | „Namikaze Satellite” (jap. 波風サテライト Namikaze Sateraito)   | Snorkel (jap. シュノーケル Shunōkeru)         | 4:07         |
| 8.       | 179–202  | „Re:member”                                                     | FLOW                                          | 3:20         |
| 9.       | 203–220  | „Yurayura” (jap. ユラユラ)                                      | Hearts Grow                                   | 4:55         |

### SeriaNaruto: Shippūden
| #        | Odcinki  | Tytuł                                                                | Wykonawca                                 | Czas trwania |
| Czołówka | Czołówka | Czołówka                                                             | Czołówka                                  | Czołówka     |
| -------- | -------- | -------------------------------------------------------------------- | ----------------------------------------- | ------------ |
| 1.       | 1–30     | „Hero's Come Back!!”                                                 | nobodyknows+                              | 4:35         |
| 2.       | 31–53    | „Distance”                                                           | LONG SHOT PARTY                           | 3:07         |
| 3.       | 54–77    | „Blue Bird” (jap. ブルーバード Burū Bādo)                            | Ikimono-gakari (jap. いきものがかり)      | 3:36         |
| 4.       | 78–102   | „Closer”                                                             | Joe Inoue (jap. 井上ジョー Inoue Joe)     | 3:28         |
| 5.       | 103–128  | „Hotaru no hikari” (jap. ホタルノヒカリ)                             | Ikimono-Gakari (jap. いきものがかり)      | 4:01         |
| 6.       | 129–153  | „Sign”                                                               | FLOW                                      | 3:58         |
| 7.       | 154–179  | „Tōmei datta sekai” (jap. 透明だった世界)                            | Hata Motohiro (jap. 秦基博 Motohiro Hata) | 3:56         |
| 8.       | 180–205  | „Diver” (jap. ダイバー Daibā)                                        | NICO Touches the Walls                    | 4:10         |
| 9.       | 206–230  | „Lovers” (jap. ラヴァーズ Ravāzu)                                    | 7!! Seven Oops                            | 3:49         |
| 10.      | 231–256  | „Newsong”                                                            | tacica                                    | 3:31         |
| 11.      | 257–281  | „Totsugeki Rock” (jap. 突撃ロック Totsugeki Rokku)                   | THE CRO-MAGNONS                           | 2:26         |
| 12.      | 282–306  | „If” (jap. もしも Moshimo)                                           | Daisuke                                   | 3:57         |
| 13.      | 307–332  | „Niwaka ame ni mo makezu” (jap. ニワカ雨ニモ負ケズ)                  | NICO Touches the Walls                    | 4:22         |
| 14.      | 333–356  | „Tsuki no ōkisa” (jap. 月の大きさ)                                   | Nogizaka46                                | 3:56         |
| 15.      | 357–379  | „Guren” (jap. 紅蓮)                                                  | DOES                                      | 4:04         |
| 16.      | 380–405  | „Silhouette” (jap. シルエット Shiruetto)                             | KANA-BOON                                 | 4:01         |
| 17.      | 406–431  | „Kaze” (jap. 風)                                                     | Yamazaru                                  | 4:09         |
| 18.      | 432–458  | „LINE”                                                               | Sukima Switch                             | 4:43         |
| 19.      | 459–479  | „Blood Circulator” (jap. ブラッドサーキュレーター Buraddo Sākyurētā) | Asian Kung-Fu Generation                  | 3:43         |
| 20.      | 480–500  | „Kara no kokoro” (jap. カラノココロ)                                 | Anly                                      | 4:25         |

### SeriaBoruto: Naruto Next Generations
| #        | Odcinki  | Tytuł                                                                                | Wykonawca                                        | Czas trwania |
| Czołówka | Czołówka | Czołówka                                                                             | Czołówka                                         | Czołówka     |
| -------- | -------- | ------------------------------------------------------------------------------------ | ------------------------------------------------ | ------------ |
| 1.       | 1–26     | „Baton Road„ (jap. バトンロード Baton Rōdo)                                          | KANA-BOON                                        | 4:41         |
| 2.       | 27–51    | „OVER”                                                                               | Little Glee Monster                              | 3:55         |
| 3.       | 52–75    | „It's All in the Game”                                                               | Qyoto                                            | 4:06         |
| 4.       | 76–100   | „Lonely Go!”                                                                         | Brian the sun                                    | 3:58         |
| 5.       | 101–126  | „Golden Time” (jap. ゴールデンタイム Goruden Taimu)                                  | Fujifabric (jap. フジファブリック Fujifaburikku) | 3:06         |
| 6.       | 127–150  | „Teenage Dream”                                                                      | miwa                                             | 3:54         |
| 7.       | 151–180  | „Starting and Growing” (jap. はじまっていくたかまっていく Hajimatteiku Takamatteiku) | Sambomaster                                      | 4:10         |
| 8.       | 181–205  | „Baku”                                                                               | „Ikimono-Gakari” (jap. いきものがかり)           | 4:01         |
| 9.       | 206–230  | „Gamushara” (jap. 我武者羅)                                                          | CHiCO z Honeyworks                               | 3:57         |
| 10.      | 231–255  | „Gold”                                                                               | FLOW                                             | 3:36         |
| 11.      | 256–281  | „Kirarirari”                                                                         | KANA-BOON                                        | 3:36         |
| 12.      | 282–...  | „Shukuen”                                                                            | Asian Kung-Fg Generation                         |              |

### Wersja amerykańska i brytyjska
| #        | Odcinki  | Tytuł                                                           | Wykonawca                                     | Czas trwania |
| Czołówka | Czołówka | Czołówka                                                        | Czołówka                                      | Czołówka     |
| -------- | -------- | --------------------------------------------------------------- | --------------------------------------------- | ------------ |
| 1.       | 1–52     | Rise, Power! (jap. Rise, パワー! Rise, Tsuyosa!)                | Jeremy Sweet i Ian Nickus                     | 4:29         |
| 2.       | 53–77    | „Haruka kanata” (jap. 遙か彼方)                                 | Asian Kung-Fu Generation                      | 4:02         |
| 3.       | 78–104   | „GO!!!”                                                         | FLOW                                          | 3:56         |
| 4.       | 104–128  | „Seishun kyōsōkyoku” (jap. 青春狂騒曲)                          | Sambomaster (jap. サンボマスター Sanbomasutā) | 4:46         |
| 5.       | 129–153  | „No Boy, No Cry” (jap. ノーボーイ・ノークライ Nō bōi, Nō kurai) | Stance Punks                                  | 3:33         |
| 6.       | 154–180  | „Namikaze Satellite” (jap. 波風サテライト Namikaze Sateraito)   | Snorkel (jap. シュノーケル Shunōkeru)         | 4:07         |
| 7.       | 181–203  | „Re:member”                                                     | FLOW                                          | 3:20         |
| 8.       | 204–220  | „Yurayura” (jap. ユラユラ)                                      | Hearts Grow                                   | 4:55         |

- Openingi w amerykańskiej i brytyjskiej wersji Naruto: Shippūden pozostają niezmienione względem oryginalnej wersji japońskiej.

## Zakończenia (Endingi)

### SeriaNaruto
| #        | Odcinki  | Tytuł                                                                                    | Wykonawca                                                          | Czas trwania |
| Czołówka | Czołówka | Czołówka                                                                                 | Czołówka                                                           | Czołówka     |
| -------- | -------- | ---------------------------------------------------------------------------------------- | ------------------------------------------------------------------ | ------------ |
| 1.       | 1–25     | „Wind” (jap. ワインド Waindo)                                                            | Akeboshi (jap. 明星)                                               | 3:43         |
| 2.       | 26–51    | „Harmonia” (jap. ハルモニア Harumonia)                                                   | Rythem                                                             | 4:00         |
| 3.       | 52–64    | „Viva★Rock ~Japanese Side~” (jap. ビバ★ロック~Japanese Side~ Biba★Rokku ~Japanese Side~) | Orange Range (jap. オレンジレンジ Orenji Renji)                    | 4:02         |
| 4.       | 65–77    | „ALIVE”                                                                                  | Raiko (jap. 雷鼓)                                                  | 4:44         |
| 5.       | 78–89    | „Ima made nando mo” (jap. 今まで何度も)                                                  | The Mass Missile (jap. ザ・マスミサイル Za Masumisairu)            | 4:41         |
| 6.       | 90–103   | „Ryūsei” (jap. 流星)                                                                     | TiA                                                                | 5:08         |
| 7.       | 104–115  | „Mountain-a-Go Go-Two” (jap. マウンテン・ア・ゴーゴー・ツー Maunten-a-gōgō-tsū)          | Captain Straydum (jap. キャプテンストライダム Kyaputen Sutoraidam) | 4:20         |
| 8.       | 116–128  | „Hajimete kimi to shabetta” (jap. はじめて君としゃべった)                                | GaGaGaSP (jap. ガガガSP)                                           | 3:29         |
| 9.       | 129–141  | „Nakushita kotoba” (jap. 失くした言葉)                                                   | No Regret Life                                                     | 4:45         |
| 10.      | 142–153  | „Speed” (jap. スピード Supīdo)                                                           | Analogue Fish (jap. アナログフィッシュ Anarogu Fisshu)             | 3:30         |
| 11.      | 154–165  | „Soba ni iru kara” (jap. そばにいるから)                                                 | Amadori (jap. アマドリ)                                            | 3:48         |
| 12.      | 166–178  | „Parade” (jap. パレード Parēdo)                                                          | CHABA                                                              | 4:57         |
| 13.      | 179–191  | „Yellow Moon”                                                                            | Akeboshi (jap. 明星)                                               | 3:46         |
| 14.      | 192–202  | „Pinocchio” (jap. ピノキオ Pinokio)                                                      | Ore Ska Band (jap. オレスカバンド Ore Suka Bando)                  | 2:53         |
| 15.      | 203–220  | „Scenario” (jap. シナリオ Shinario)                                                      | Saboten                                                            | 3:20         |

### SeriaNaruto Shippūden
| #        | Odcinki  | Tytuł | Wykonawca                                                | Czas trwania |
| Czołówka | Czołówka | Czołówka                                                                                                  | Czołówka                                                 | Czołówka     |
| -------- | -------- | --- | -------------------------------------------------------- | ------------ |
| 1.       | 1–18     | „Nagareboshi ~Shooting Star~” (jap. 流れ星~Shooting Star~)                                                | Home Made Kazoku (jap. HOME MADE 家族)                   | 4:58         |
| 2.       | 19–30    | „Michi ~ to you all” (jap. 道 ~ to you all)                                                               | Alüto                                                    | 4:45         |
| 3.       | 31–41    | „Kimi monogatari” (jap. キミモノガタリ)                                                                   | little by little                                         | 4:38         |
| 4.       | 42–53    | „Mezamero! Yasei” (jap. 目覚めろ!野性)                                                                    | Masahiko Kondo (MATCHY) with QUESTION?                   | 4:05         |
| 5.       | 54–63    | „Sunao na niji” (jap. 素直な虹)                                                                           | SURFACE                                                  | 5:31         |
| 6.       | 64–77    | „Broken Youth”                                                                                            | NICO Touches the Walls                                   | 4:53         |
| 7.       | 78–90    | „Long Kiss Goodbye”                                                                                       | Halcali                                                  | 4:06         |
| 8.       | 91–102   | „Bacchikoi!!!” (jap. バッチコイ!!!)                                                                       | DEV PARADE                                               | 3:34         |
| 9.       | 103–115  | „Shinkokyū” (jap. 深呼吸 Shinkokyū)                                                                       | SUPER BEAVER                                             | 4:47         |
| 10.      | 116–128  | „My ANSWER”                                                                                               | SEAMO                                                    | 4:02         |
| 11.      | 129–141  | „Omae dattanda” (jap. おまえだったんだ)                                                                   | The Knights (jap. 氣志團 Kishidan)                       | 4:04         |
| 12.      | 142–153  | „For You”                                                                                                 | AZU                                                      | 4:29         |
| 13.      | 154–166  | „Jitensha” (jap. 自転車)                                                                                  | Ore Ska Band (jap. オレスカバンド Ore Suka Bando)        | 3:29         |
| 14.      | 167–179  | „Utakata hanabi” (jap. うたかた花火)                                                                      | Supercell                                                | 6:00         |
| 15.      | 180–192  | „U Can Do It!”                                                                                            | DOMINO                                                   | 4:17         |
| 16.      | 193–205  | „Mayonaka no Orchestra” (jap. 真夜中のオーケストラ Mayonaka no ōkesutora)                                 | Aqua Timez                                               | 5:54         |
| 17.      | 206–218  | „Freedom”                                                                                                 | Home Made Kazoku (jap. HOME MADE 家族)                   | 3:55         |
| 18.      | 219–230  | „Yokubō o sakebe!!!” (jap. 欲望を叫べ!!!)                                                                 | OKAMOTO'S                                                | 3:43         |
| 19.      | 231–242  | „Place to Try”                                                                                            | TOTALFAT                                                 | 3:39         |
| 20.      | 243–256  | „By My Side” (jap. バイマイサイド Bai Mai Saido)                                                          | Hemenway                                                 | 3:24         |
| 21.      | 257–268  | „Cascade” (jap. カスケード Kasukēdo)                                                                      | UNLIMITS                                                 | 3:48         |
| 22.      | 269–281  | „Kono koe karashite” (jap. この声枯らして)                                                                | AISHA feat. CHENON                                       | 5:07         |
| 23.      | 282–295  | „Mother” (jap. マザー Mazā)                                                                               | MUCC                                                     | 3:55         |
| 24.      | 296–306  | „Sayonara Memory” (jap. さよならメモリー Sayonara Memorī)                                                 | 7!! Seven Oops                                           | 3:46         |
| 25.      | 307–319  | „I Can Hear”                                                                                              | DISH//                                                   | 4:13         |
| 26.      | 320–332  | „Yume o kakaite ~Hajimari no kurisurōdo~” (jap. 夢を抱いて～はじまりのクリスロード～)                     | AISHA feat. CHENON                                       | 5:07         |
| 27.      | 333–343  | „Black Night Town” (jap. ブラックナイトタウン Burakku Naito Taun)                                         | Akihisa Kondō                                            | 3:11         |
| 28.      | 344–356  | „Niji” (jap. 虹 Niji)                                                                                     | Vacuum Hollow (jap. 真空ホロウ Shinkū Horō)              | 4:17         |
| 29.      | 357–366  | „FLAME” (jap. フレイム Fureimu)                                                                           | DISH//                                                   | 4:06         |
| 30.      | 367–379  | „Never Change feat. Lyu Lyu” (jap. ネバーチェンジフィーチャリングリュリュ Nebā Chenji Fīcharingu Ryu Ryu) | SHUN                                                     | 4:07         |
| 31.      | 380–393  | „Dame dame da” (jap. だめだめだ)                                                                          | Shiori Tomita                                            | 4:00         |
| 32.      | 394–405  | „Spinning World”                                                                                          | Diana Garnett                                            | 3:53         |
| 33.      | 406–417  | „Kotoba no iranai yakusoku” (jap. 言葉のいらない約束)                                                     | sana                                                     | 4:13         |
| 34.      | 418–431  | „Niji no sora” (jap. 虹の空)                                                                              | FLOW                                                     | 4:07         |
| 35.      | 432–443  | „Troublemaker” (jap. トラブルメイカー Toraburumeikā)                                                      | KANIKAPILA                                               | 4:04         |
| 36.      | 444–454  | „Son'na kimi, Kon'na boku” (jap. そんな君、こんな僕)                                                      | Thinking Dogs                                            | 4:48         |
| 37.      | 455–466  | „Ao no Lullaby” (jap. 青のララバイ Ao no Rarabai)                                                         | Kuroneko Chelsea (jap. 黒猫チェルシー Kuroneko Cherushī) | 3:42         |
| 38.      | 467–479  | „Pino to Amélie” (jap. ピノとアメリ Pino to Ameri)                                                        | Huwie Ishizaki (jap. 石崎ひゅーい Ishizaki Huwie)        | 4:16         |
| 39.      | 480–488  | „Tabidachi no uta” (jap. 旅立ちの唄)                                                                      | AYUMIKURIKAMAKI (jap. あゆみくりかまき)                  | 3:40         |
| 40.      | 489–500  | „Zetsu zetsu (jap. 絶絶)                                                                                  | Swimy (jap. スイミー Suimī)                              | 3:20         |

### SeriaBoruto: Naruto Next Generations
| #        | Odcinki  | Tytuł                                                                 | Wykonawca                                     | Czas trwania |
| Czołówka | Czołówka | Czołówka                                                              | Czołówka                                      | Czołówka     |
| -------- | -------- | --------------------------------------------------------------------- | --------------------------------------------- | ------------ |
| 1.       | 1–13     | „Dreamy Journey„ (jap. ドリーミー ジャーニー Dorīmī Jānī)             | The Peggies                                   | 4:05         |
| 2.       | 14–26    | „Sayonara Moon Town”                                                  | Scenario Art                                  | 3:50         |
| 3.       | 27–39    | „Boku wa Hashiri Tsuzukeru” (jap. 僕は走り続ける)                     | MELOFLOAT                                     | 4:12         |
| 4.       | 40–51    | „Denshin Tamashī” (jap. デンシンタマシイ)                             | Game Jikkyosha Wakuwaku Band                  | 4:40         |
| 5.       | 52–63    | „Kachō Fūgetsu” (jap. 花鳥風月)                                       | Coala Mode                                    | 4:27         |
| 6.       | 64–75    | „Laika” (jap. ライカ Raika)                                           | Bird Bear Hare and Fish                       | 4:27         |
| 7.       | 76–87    | „Polaris” (jap. ポラリス Porarisu)                                    | Hitorie                                       | 4:20         |
| 8.       | 88–100   | „Tsuyogari LOSER” (jap. 強がりLOSER)                                  | ЯeaL (jap. りある Ria)                        | 3:48         |
| 9.       | 101–113  | „Ride or Die”                                                         | Sky Peace (jap. スカイピース Sukaipiisu)      | 3:53         |
| 10.      | 114–126  | „The Incomplete Lights” (jap. 未完成な光たち Mikansei na Hikaritachi) | Haruka Fukuhara (jap. 福原遥 Fukuhara Haruka) | 4:31         |
| 11.      | 127–138  | „Wish on”                                                             | Longman                                       | 4:01         |
| 12.      | 139–150  | „Fireworks”                                                           | FlowBack                                      | 3:07         |
| 13.      | 151–167  | „Maybe I”                                                             | Seven Billion Dots                            | 3:40         |
| 14.      | 168–180  | „Central”                                                             | Ami Sakaguchi                                 | 3:38         |
| 15.      | 181–192  | „Mol-74”                                                              | Answers                                       | 4:25         |
| 16.      | 193–205  | „Sign That You Were There”                                            | Halca (jap. ハルカ Haruka)                    | 3:53         |
| 17.      | 206–218  | „Who Are You?”                                                        | Pelican Fanclub                               | 3:26         |
| 18.      | 219–230  | „Prologue”                                                            | J-01                                          | 3:41         |
| 19.      | 231–242  | „Voltage”                                                             | Anly                                          | 3:50         |
| 20.      | 243–255  | „Twilight Fuzz”                                                       | This is Japan                                 | 3:34         |
| 21.      | 256–268  | „Bibōroku”                                                            | Lenny Code fiction                            | 3:23         |
| 22.      | 269–281  | „Ladder”                                                              | Anonymouz                                     | 3:36         |
| 23.      | 282–...  | „Mata ne”                                                             | Humbreaders                                   |              |

### Wersja amerykańska i brytyjska
| #        | Odcinki | Tytuł                                             | Wykonawca                 | Czas trwania |
| Czołówka | Czołówka | Czołówka                                          | Czołówka                  | Czołówka     |
| -------- | --- | ------------------------------------------------- | ------------------------- | ------------ |
| 1.       | 1-220 (wersja instrumentalna, w każdym z odcinków z 1-52 zmieniony jeden klip, nowe klipy od odcinków 27, 53 i 78) | "Rise, Power!" (jap. Rise,パワー! Rise, Tsuyosa!) | Jeremy Sweet i Ian Nickus | 4:29         |

## FilmyNaruto

### SeriaNaruto
| Tytuł                   | Wykonawca                  | Film                                                                  | Czas trwania |
| ----------------------- | -------------------------- | --------------------------------------------------------------------- | ------------ |
| „Home Sweet Home”       | Yuki Isoya (jap. ゆき磯屋) | Gekijōban Naruto: Daikatsugeki! Yuki-hime ninpōchō dattebayo!!        | 4:47         |
| „Ding! Dong! Dang!”     | TUBE                       | Gekijōban Naruto: Daigekitotsu! Maboroshi no chiteiiseki dattebayo    | 4:34         |
| „Tsubomi” (jap. つぼみ) | MARIA                      | Gekijōban Naruto: Daikōfun! Mikazukijima no animaru panikku dattebayo | 4:05         |

### SeriaNaruto Shippūden
| Tytuł                                              | Wykonawca                                         | Film                                                | Czas trwania |
| -------------------------------------------------- | ------------------------------------------------- | --------------------------------------------------- | ------------ |
| „Lie-Lie-Lie”                                      | DJ Ozma                                           | Gekijōban Naruto shippūden                          | 3:49         |
| „NO RAIN NO RAINBOW”                               | Home Made Kazoku (jap. HOME MADE 家族)            | Gekijōban Naruto shippūden: Kizuna                  | 4:59         |
| „Dareka ga” (jap. 誰かが)                          | Puffy AmiYumi                                     | Gekijōban Naruto shippūden: Hi no ishi o tsugu mono | 4:27         |
| „If”                                               | Kana Nishino (jap. 西野カナ Nishino Kana)         | Gekijōban Naruto shippūden: The Lost Tower          | 4:42         |
| „Otakebi” (jap. 雄叫び)                            | Yūsuke Kamiji (jap. 上地雄輔 Kamiji Yūsuke)       | Naruto the Movie: Blood Prison                      | 3:41         |
| „Sore dewa, mata ashita” (jap. それでは、また明日) | Asian Kung-Fu Generation                          | Road to Ninja: Naruto the Movie                     | 3:43         |
| „Hoshi no utsuwa” (jap. 星のうつわ)                | Sukima Switch (jap. スキマスイッチ Sukimasuitchi) | The Last: Naruto the Movie                          | 3:43         |
| „Diver” (jap. ダイバー Daibā)                      | KANA-BOON                                         | Boruto: Naruto the Movie                            | 4:33         |

### Wersja amerykańska i brytyjska
| Tytuł           | Wykonawca                 | Film                                                           | Czas trwania |
| --------------- | ------------------------- | -------------------------------------------------------------- | ------------ |
| „Never Give Up” | Jeremy Sweet i Ian Nickus | Gekijōban Naruto: Daikatsugeki! Yuki-hime ninpōchō dattebayo!! | 3:16         |

## OryginalneŚcieżki Dźwiękowe(OST) – seria anime
Kompozytorem większości utworów na pierwszych trzech albumach jest Toshio Masuda. Z kolei kompozytorem utworów do serii Shippūden oraz Boruto: Naruto Next Generations jest Yasuharu Takanashi.

### NarutoOriginal Soundtrack (2003)
Skomponowana przez Toshio Masudę (jap. 増田俊郎 Masuda Toshio) i wydana 19 marca 2003 roku przez Sony Music. 
| Nr  | Tytuł utworu                                              | Długość |
| --- | --------------------------------------------------------- | ------- |
| 1.  | „R★O★C★K★S” (Hound Dog)                                   |         |
| 2.  | „Ore ga Naruto dattebayo! (jap. オレがナルトだってばよ!)” |         |
| 3.  | „Kyūbi no yōko (jap. 九尾の妖狐)”                         |         |
| 4.  | „Asa (jap. 朝 Asa)”                                       |         |
| 5.  | „Naruto no nichijō (jap. ナルトの日常)”                   |         |
| 6.  | „Kinchō (jap. 緊張)”                                      |         |
| 7.  | „Wakiagaru tōshi (jap. 沸き上がる闘志)”                   |         |
| 8.  | „Ai to hi (jap. 哀と悲)”                                  |         |
| 9.  | „Kodoku (jap. 孤独 Kodoku)”                               |         |
| 10. | „Sakura no Theme (jap. サクラのテーマ Sakura no Tēma)”    |         |
| 11. | „Kakashi no Theme (jap. カカシのテーマ Kakashi no Tēma)”  |         |
| 12. | „Oiroke (jap. お色気 Oiroke)”                             |         |
| 13. | „Ike ike Naruto! (jap. 行け行けナルト!)”                  |         |
| 14. | „Yūgure (jap. 夕暮れ Yūgure)”                             |         |
| 15. | „Kōchaku jōtai (jap. 膠着状態)”                           |         |
| 16. | „Kyōni shite jū (jap. 強にして重)”                        |         |
| 17. | „Ressei (jap. 劣勢 Ressei)”                               |         |
| 18. | „Geki to geki (jap. 激と撃)”                              |         |
| 19. | „Gyakuten (jap. 逆転)”                                    |         |
| 20. | „Shōri (jap. 勝利 Shōri)”                                 |         |
| 21. | „Naruto Main Theme”                                       |         |
| 22. | „Wind (jap. ワインド Waindo)” (Akeboshi)                  |         |

### NarutoOriginal Soundtrack II (2004)
Skomponowana przez Toshio Masudę (jap. 増田俊郎 Masuda Toshio) i wydana 10 marca 2004 roku przez Sony Music.
| Nr  | Tytuł utworu                                                        | Długość |
| --- | ------------------------------------------------------------------- | ------- |
| 1.  | „Far Away (jap. 遥か彼方 Haruka Kanata)” (Asian Kung-Fu Generation) |         |
| 2.  | „Daylight of Konoha (jap. 木ノ葉の昼 Konoha no Hiru)”               |         |
| 3.  | „Confrontment (jap. 対峙 Taiji)”                                    |         |
| 4.  | „Evil (jap. 悪 Aku)”                                                |         |
| 5.  | „Sasuke's Theme (jap. サスケのテーマ Sasuke no Tēma)”               |         |
| 6.  | „Survival Examination (jap. サバイバル試験 Sabaibaru Shiken)”       |         |
| 7.  | „Afternoon of Konoha (jap. 木ノ葉の午後 Konoha no Gogo)”            |         |
| 8.  | „Fooling Mode (jap. おふざけモード Ofuzake Mōdo)”                   |         |
| 9.  | „Konohamaru's Theme (jap. 木ノ葉丸のテーマ Konohamaru no Tēma)”     |         |
| 10. | „It's the Training! (jap. 修行だコレ! Shugyōda kore!)”              |         |
| 11. | „Guy's Theme (jap. お色気 Oiroke)”                                  |         |
| 12. | „Go Go Naruto! (jap. ガイのテーマ Gai no Tēma)”                     |         |
| 13. | „Hinata vs. Neji (jap. ヒナタvsネジ Hinata Bāsasu Neji)”            |         |
| 14. | „Orochimaru's Theme (jap. 大蛇丸のテーマ Orochimaru no Tēma)”       |         |
| 15. | „Avenger (jap. 復讐者 Fukushūsha)”                                  |         |
| 16. | „Orochimaru's ~Fight~ (jap. 大蛇丸〜戦闘〜 Orochimaru~Sentō~)”      |         |
| 17. | „Thunder Break (jap. 雷切 Raikiri)”                                 |         |
| 18. | „Sasuke's ~Destiny~ (jap. サスケ〜運命〜 Sasuke~Unmei~)”            |         |
| 19. | „Alone (jap. ひとり Hitori)”                                        |         |
| 20. | „Harmonia (jap. ハルモニア Harumonia)” (Rythem)                     |         |

### NarutoOriginal Soundtrack III (2005)
Skomponowana przez Toshio Masudę (jap. 増田俊郎 Masuda Toshio) i wydana 27 kwietnia 2005 roku przez Sony Music.
| Nr  | Tytuł utworu                                                                                | Długość |
| --- | ------------------------------------------------------------------------------------------- | ------- |
| 1.  | „Beautiful Green Wild Beast (jap. 美しき碧い野獣 Utsukushiki Aoi Yajū)”                     |         |
| 2.  | „Sakura Season (jap. 桜の季節 Sakura no Kisetsu)”                                           |         |
| 3.  | „Fake (jap. フェイク Feiku)”                                                                |         |
| 4.  | „A Crisis After Another (jap. 危機また危機 Kiki mata Kiki)”                                 |         |
| 5.  | „Rock Lee's Theme (jap. ロックリーのテーマ Rokku Rī no Tēma)”                               |         |
| 6.  | „Dance (jap. 舞 Mai)”                                                                       |         |
| 7.  | „Ultimate Secrets (jap. 究極奥義 Kyūkyoku Ōgi)”                                             |         |
| 8.  | „I'll Do It Right! (jap. キメるってばよ! Kimeru ttebayo!)”                                  |         |
| 9.  | „Oh! Student and Teacher Affection (jap. 嗚呼、師弟愛 Aa, Shitei Ai)”                       |         |
| 10. | „Avenger (jap. 復讐者 Fukushūsha)”                                                          |         |
| 11. | „Heavy Violence (jap. 重は激 Jūwageki)”                                                     |         |
| 12. | „Sarutobi (jap. 猿飛 Sarutobi)”                                                             |         |
| 13. | „Hokage (jap. 火影 Hokage)”                                                                 |         |
| 14. | „Grief and Sorrow (jap. 哀と愁 Ai to Shū)”                                                  |         |
| 15. | „Jiraiya's Theme (jap. 自来也のテーマ Jiraiya no Tēma)”                                     |         |
| 16. | „Ripple (jap. 波紋 Hamon)”                                                                  |         |
| 17. | „Swaying Necklace (jap. 首飾り揺れて Kubikazari Yurete)”                                    |         |
| 18. | „Bunta (jap. ブン太! Bunta)”                                                                |         |
| 19. | „Tea Country (jap. 茶の国 Cha no Kuni)”                                                     |         |
| 20. | „Sneaking Nightmare (jap. 忍びよる悪夢 Shinobi Yoru Akumu)”                                 |         |
| 21. | „The 5th's Fight (jap. 五代目の闘い Godaime no Tatakai)”                                    |         |
| 22. | „Hero (jap. 英雄 Eiyū)”                                                                     |         |
| 23. | „Those Who Inherit the Will of Fire (jap. 火の意志を継ぐ者たち Hi no Ishi o Tsugushatachi)” |         |

### Naruto ShippūdenOriginal Soundtrack (2007)
Skomponowana przez Yasuharu Takanashiego (jap. 高梨康治 Takanashi Yasuharu) i wydana 19 grudnia 2007 roku przez Sony Music.
| Nr  | Tytuł utworu                                                 | Długość |
| --- | ------------------------------------------------------------ | ------- |
| 1.  | „Shippūden (jap. 疾風伝 Shippūden)”                          |         |
| 2.  | „Heaven-Shaking Event (jap. 動天 Dōten)”                     |         |
| 3.  | „Homecoming (jap. 帰郷 Kikyō)”                               |         |
| 4.  | „Experienced Many Battles (jap. 千軍万馬 Sengunbanba)”       |         |
| 5.  | „Lightning Speed (jap. 電光石火 Denkōsekka)”                 |         |
| 6.  | „Mission (jap. 任務 Ninmu)”                                  |         |
| 7.  | „Man of the World (jap. 空蝉 Utsusemi)”                      |         |
| 8.  | „Departure to the Front Lines (jap. 出陣 Shutsujin)”         |         |
| 9.  | „Anger (jap. 怒り Ikari)”                                    |         |
| 10. | „Akatsuki (jap. 暁 Akatsuki)”                                |         |
| 11. | „Scene of a Disaster (jap. 哀鴻遍野 Aikōhen'ya)”             |         |
| 12. | „Jinchūriki (jap. 人柱力 Jinchūriki)”                        |         |
| 13. | „Loneliness (jap. 孤独 Kodoku)”                              |         |
| 14. | „Nightfall (jap. 薄暮 Hakubo)”                               |         |
| 15. | „Hidden Will to Fight (jap. 秘めたる闘志 Himetaru Tōshi)”    |         |
| 16. | „Unparalleled Throughout History (jap. 古今無双 Kokon Musō)” |         |
| 17. | „Setting Sun (jap. 落日 Rakujitsu)”                          |         |
| 18. | „Emergence of Talents (jap. 百花繚乱 Hyakkaryōran)”          |         |
| 19. | „Despair (jap. 失意 Shitsui)”                                |         |
| 20. | „Dark Clouds (jap. 暗雲 Anun)”                               |         |
| 21. | „Stalemate (jap. 膠着 Kōchaku)”                              |         |
| 22. | „Tragic (jap. 悲壮 Hisō)”                                    |         |
| 23. | „Confronting (jap. 対峙 Taiji)”                              |         |
| 24. | „Strangeness (jap. 怪異 Kaii)”                               |         |
| 25. | „Risking it All (jap. 乾坤一擲 Kenkon'itteki)”               |         |
| 26. | „Reverse Situation (jap. 形勢逆転 Keisei Gyakuten)”          |         |
| 27. | „Companions (jap. 仲間 Nakama)”                              |         |
| 28. | „Hurricane Suite (jap. 疾風組曲 Shippū Kumikyoku)”           |         |

### Naruto ShippūdenOriginal Soundtrack II (2009)
Skomponowana przez Yasuharu Takanashiego (jap. 高梨康治 Takanashi Yasuharu) i wydana 16 grudnia 2009 roku przez Sony Music.
| Nr  | Tytuł utworu                                    | Długość |
| --- | ----------------------------------------------- | ------- |
| 1.  | „Rising Dragon (jap. 昇竜 Shōryū)”              |         |
| 2.  | „Critical State (jap. 臨界 Rinkai)”             |         |
| 3.  | „Crushing (jap. 撃破 Gekiha)”                   |         |
| 4.  | „Colourful Mist (jap. 彩霞 Saika)”              |         |
| 5.  | „Prophet (jap. 預言者 Yogensha)”                |         |
| 6.  | „Hidan (jap. 飛段 Hidan)”                       |         |
| 7.  | „Kakuzu (jap. 角都 Kakuzu)”                     |         |
| 8.  | „Crimson Flames (jap. 紅炎 Kōen)”               |         |
| 9.  | „Unkempt Hair (jap. 乱髪 Ranpatsu)”             |         |
| 10. | „Burial (jap. 埋葬 Maisō)”                      |         |
| 11. | „White Clover (jap. 白詰草 Shirotsumekusa)”     |         |
| 12. | „Wandering (jap. 漂泊 Hyōhaku)”                 |         |
| 13. | „Impregnable (jap. 難攻不落 Nankōfuraku)”       |         |
| 14. | „Foreboding Skies (jap. 疾空 Shikkū)”           |         |
| 15. | „Trial (jap. 試練 Shiren)”                      |         |
| 16. | „Mind-Reading (jap. 読心術 Dokushinjutsu)”      |         |
| 17. | „Guren (jap. 紅蓮 Guren)”                       |         |
| 18. | „Sunspot (jap. 黒点 Kokuten)”                   |         |
| 19. | „The Scarlet Letter (jap. 緋文字 Himonji)”      |         |
| 20. | „Courtesy (jap. 儀礼 Girei)”                    |         |
| 21. | „Red Rose (jap. 紅薔薇 Benibara)”               |         |
| 22. | „Mountain Haze (jap. 山霞 Yamagasumi)”          |         |
| 23. | „Many Nights (jap. 千夜 Sen'ya)”                |         |
| 24. | „Hallucination (jap. 幻視 Genshi)”              |         |
| 25. | „The Rain Stops (jap. 白映 Shirohae)”           |         |
| 26. | „Floating Dead Leaves (jap. 落葉船 Ochibabune)” |         |
| 27. | „Screaming God (jap. 鳴神 Narukami)”            |         |
| 28. | „Early Summer Rain (jap. 五月雨 Samidare)”      |         |

### Naruto ShippūdenOriginal Soundtrack III (2016)
Skomponowana przez Yasuharu Takanashiego (jap. 高梨康治 Takanashi Yasuharu) i wydana 6 lipca 2016 roku przez Sony Music.
| Nr  | Tytuł utworu                                                              | Długość |
| --- | ------------------------------------------------------------------------- | ------- |
| 1.  | „Itachi Uchiha (jap. うちはイタチ Uchiha Itachi)”                         |         |
| 2.  | „Nine-Tails Unleashed (jap. 九尾発動 Kyūbi Hatsudō)”                      |         |
| 3.  | „Fourth Hokage (jap. 四代目火影 Yondaime Hokage)”                         |         |
| 4.  | „Father and Mother (jap. 父と母 Chichi to Haha)”                          |         |
| 5.  | „Gentle Hands (jap. 柔らかな手 Yawarakana Te)”                            |         |
| 6.  | „Kaguya Ōtsutsuki (jap. 大筒木カグヤ Ōtsutsuki Kaguya)”                   |         |
| 7.  | „Zetsu's Theme (jap. ゼツのテーマ Zetsu no Tēma)”                         |         |
| 8.  | „Asura – Indra (jap. アシュラ・インドラ Ashura – Indora)”                 |         |
| 9.  | „Asura Path (jap. 修羅道 Shuradō)”                                        |         |
| 10. | „Tsumetaki Soil (jap. 冷たき土 Tsumetaki Tsuchi)”                         |         |
| 11. | „Purge Goddess (jap. 粛清の女神 Shukusei no Megami)”                      |         |
| 12. | „Swirling Hot Wind (jap. うずまく熱風 Uzumaku Neppū)”                     |         |
| 13. | „Standing up on Roaring Earth (jap. 轟地に立つ Gouchini Tatsu)”           |         |
| 14. | „Those Who To Be Encouraged (jap. 勇ある者たち Isami Aru Mono-tachi)”     |         |
| 15. | „I watched all the way (jap. ずっと見てた Zutto Miteta)”                  |         |
| 16. | „Kakashi and Obito (jap. カカシとオビト Kakashi to Obito)”                |         |
| 17. | „My Friend (jap. 友よ Tomoyo)”                                            |         |
| 18. | „Sleep for all eternity (jap. 永遠に眠れ Eien ni Nemure)”                 |         |
| 19. | „Obito's Theme (jap. オビトのテーマ Obito no Tēma)”                       |         |
| 20. | „Martyr (jap. 殉教者 Junkyōsha)”                                          |         |
| 21. | „Nostalgia (jap. ノスタルジア Nosutarujia)”                               |         |
| 22. | „Unfulfilled Unexpected People (jap. 届かぬ人に Todokanu Hitoni)”         |         |
| 23. | „Waltz of Wind and Blaze (jap. 風と炎の円舞曲 Kaze to Honō no Enbukyoku)” |         |
| 24. | „The road continues (jap. 道は続く Michiwa Tsuzuku)”                      |         |
| 25. | „NARUTO Main Theme '16”                                                   |         |

### Boruto: Naruto Next GenerationsOriginal Soundtrack I (2017)
Skomponowana przez Yasuharu Takanashiego (jap. 高梨康治 Takanashi Yasuharu) i wydana 28 czerwca 2017 roku przez Sony Music.
| Nr  | Tytuł utworu                                                                                   | Długość |
| --- | ---------------------------------------------------------------------------------------------- | ------- |
| 1.  | „Become the Wind (jap. 風になれ Kaze Ni Nare)”                                                 | 4:55    |
| 2.  | „New Wind (jap. 新風 Shinpū)”                                                                  | 1:33    |
| 3.  | „Peace (jap. 泰平 Taihei)”                                                                     | 1:53    |
| 4.  | „Ninja School (jap. 忍者学校 Ninja Gakkō)”                                                     | 1:36    |
| 5.  | „Unprecedented (jap. 破天荒 Hatenkō)”                                                          | 1:40    |
| 6.  | „As the Wind Blows (jap. 風の吹くまま Kaze no Fuku Mama)”                                      | 1:32    |
| 7.  | „Conflict (jap. 葛藤 Kattō)”                                                                   | 2:06    |
| 8.  | „Ninjutsu Training (jap. 忍術修業 Ninjutsu Shūgyō)”                                            | 1:23    |
| 9.  | „Reckless (jap. 我武者羅 Gamushara)”                                                           | 1:25    |
| 10. | „Vigour (jap. 血気 Kekki)”                                                                     | 1:16    |
| 11. | „Fiercely (jap. 猛然 Mōzen)”                                                                   | 1:33    |
| 12. | „Boruto~Unparalleled (jap. ボルト〜無双 Boruto~Musō)”                                          | 2:01    |
| 13. | „Natural (jap. 天然 Tennen)”                                                                   | 1:21    |
| 14. | „Friends (jap. 朋友 Hōyū)”                                                                     | 1:50    |
| 15. | „Closing a Case (jap. 一件落着 Ikkenrakuchaku)”                                                | 1:55    |
| 16. | „Mystery (jap. 不可思議 Fukashigi)”                                                            | 1:43    |
| 17. | „Mitsuki (jap. ミツキ Mitsuki)”                                                                | 1:50    |
| 18. | „Sarada~Heartache (jap. サラダ〜心痛 Sarada~Shintsū)”                                          | 2:22    |
| 19. | „Old Village (jap. 古き里 Furuki Sato)”                                                        | 1:49    |
| 20. | „Maze (jap. 迷霧 Meimu)”                                                                       | 2:12    |
| 21. | „Thundercloud (jap. 雷雲 Raiun)”                                                               | 1:54    |
| 22. | „Predicament (jap. 窮地 Kyūchi)”                                                               | 2:13    |
| 23. | „Severe (jap. 苛烈 Karetsu)”                                                                   | 1:59    |
| 24. | „Patience (jap. 哀慕 Aibo)”                                                                    | 2:00    |
| 25. | „Boruto~True Feelings (jap. ボルト〜真情 Boruto~Shinjō)”                                       | 2:15    |
| 26. | „Resolution (jap. 覚悟 Kakugo)”                                                                | 2:01    |
| 27. | „Sarada~Fighting Spirit (jap. サラダ〜闘志 Sarada~Tōshi)”                                      | 1:49    |
| 28. | „Climax (jap. 白熱 Hakunetsu)”                                                                 | 2:10    |
| 29. | „Vigorous (jap. 雄渾 Yūkon)”                                                                   | 2:13    |
| 30. | „Dawn (jap. 曙光 Shokō)”                                                                       | 1:51    |
| 31. | „Become the Wind -Instrumental- (jap. 風になれ -Instrumental- Kaze ni Nare -Insutorumentaru-)” | 4:54    |
|     |                                                                                                | 1:03:14 |

### Boruto: Naruto Next GenerationsOriginal Soundtrack II (2018)
Skomponowana przez Yasuharu Takanashiego (jap. 高梨康治 Takanashi Yasuharu) i wydana 7 listopada 2018 roku przez Sony Music.
| Nr  | Tytuł utworu                                                                          | Długość |
| --- | ------------------------------------------------------------------------------------- | ------- |
| 1.  | „A New Doorway (jap. 新しい扉 Atarashī Tobira)”                                       | 2:02    |
| 2.  | „Time with Friends (jap. 仲間との時間 Nakama to no Jikan)”                            | 1:34    |
| 3.  | „A New Town (jap. 新市街 Shinshigai)”                                                 | 1:16    |
| 4.  | „Sinister Design (jap. 悪巧み Warudakumi)”                                            | 1:13    |
| 5.  | „All's Well that Ends Well (jap. 終わり良ければ全て良し Owari Yokereba Subete Yoshi)” | 1:25    |
| 6.  | „Incident (jap. 事件 Jiken)”                                                          | 1:45    |
| 7.  | „Hatred (jap. 憎悪 Zōo)”                                                              | 2:07    |
| 8.  | „Nue (jap. 鵺 Nue)”                                                                   | 2:10    |
| 9.  | „True Feelings (jap. 本当の気持ち Hontō no Kimochi)”                                  | 2:11    |
| 10. | „Sadness (jap. 悲しみ Kanashimi)”                                                     | 2:11    |
| 11. | „Contest (jap. 勝負 Shōbu)”                                                           | 2:47    |
| 12. | „Reverse Sweep Victory (jap. 逆転勝利 Gyakuten Shōri)”                                | 2:00    |
| 13. | „An Unsettling Presence (jap. 不穏な気配 Fuon'na Kehai)”                              | 1:55    |
| 14. | „Urgency (jap. 緊迫 Kinpaku)”                                                         | 2:47    |
| 15. | „The Calm Before the Storm (jap. 嵐の前の静けさ Arashi no Mae no Shizukesa)”          | 2:05    |
| 16. | „Strategy (jap. 謀略 Bōryaku)”                                                        | 2:15    |
| 17. | „Special Training For the Genin (jap. 下忍の特訓 Genin no Tokkun)”                    | 1:50    |
| 18. | „An Unfavourable Situation (jap. 劣勢 Ressei)”                                        | 2:10    |
| 19. | „A Strong Foe Appears (jap. 強敵出現 Kyōteki Shutsugen)”                              | 2:13    |
| 20. | „Hard Battle (jap. 苦闘 Kutō)”                                                        | 2:18    |
| 21. | „Counterattack (jap. 反撃 Raiun)”                                                     | 2:30    |
| 22. | „All Round Preparation (jap. 準備万端 Kyūchi)”                                        | 1:57    |
| 23. | „Twilight (jap. 夕暮れ Karetsu)”                                                      | 1:54    |
| 24. | „Warmth (jap. 哀慕 Aibo)”                                                             | 2:18    |
| 25. | „Family (jap. 温もり Boruto~Shinjō)”                                                  | 2:16    |
| 26. | „Growth of a Child (jap. 子の成長 Kakugo)”                                            | 2:00    |
| 27. | „Become the Wind” (-YAIBA-)                                                           | 4:54    |
|     |                                                                                       | 58:03   |

## Albumy
| Naruto: Best Hit Collection (2004) | Naruto: Best Hit Collection (2004)                                                       | Naruto: Best Hit Collection (2004)                      | Naruto: Best Hit Collection (2004) |
| Nr                                 | Tytuł utworu                                                                             | Wykonawca                                               | Długość                            |
| ---------------------------------- | ---------------------------------------------------------------------------------------- | ------------------------------------------------------- | ---------------------------------- |
| 1.                                 | „R★O★C★K★S”                                                                              | Hound Dog                                               | 4:52                               |
| 2.                                 | „Wind (jap. ワインド Waindo)”                                                            | Akeboshi (jap. 明星)                                    | 3:42                               |
| 3.                                 | „Haruka kanata (jap. 遙か彼方)”                                                          | Asian Kung-Fu Generation                                | 4:04                               |
| 4.                                 | „Harmonia (jap. ハルモニア Harumonia)”                                                   | Rythem                                                  | 4:15                               |
| 5.                                 | „Kimi monogatari (jap. キミモノガタリ)”                                                  | Little by Little                                        | 4:01                               |
| 6.                                 | „Viva★Rock ~Japanese Side~ (jap. ビバ★ロック~Japanese Side~ Biba★Rokku ~Japanese Side~)” | Orange Range (jap. オレンジレンジ Orenji Renji)         | 3:32                               |
| 7.                                 | „Alive”                                                                                  | Raiko (jap. 雷鼓)                                       | 4:42                               |
| 8.                                 | „GO!!!”                                                                                  | FLOW                                                    | 3:59                               |
| 9.                                 | „Ima made nando mo (jap. 今まで何度も)”                                                  | The Mass Missile (jap. ザ・マスミサイル Za Masumisairu) | 4:41                               |
|                                    |                                                                                          |                                                         | 37:48                              |

| Naruto: Best Hit Collection 2 (2006) | Naruto: Best Hit Collection 2 (2006)                                            | Naruto: Best Hit Collection 2 (2006)                               | Naruto: Best Hit Collection 2 (2006) |
| Nr                                   | Tytuł utworu                                                                    | Wykonawca                                                          | Długość                              |
| ------------------------------------ | ------------------------------------------------------------------------------- | ------------------------------------------------------------------ | ------------------------------------ |
| 1.                                   | „Ryūsei (jap. 流星)”                                                            | TiA                                                                | 5:16                                 |
| 2.                                   | „Home Sweet Home”                                                               | Yuki Isoya (jap. ゆき磯屋)                                         | 4:45                                 |
| 3.                                   | „Seishun kyōsōkyoku (jap. 青春狂騒曲)”                                          | Sambomaster (jap. サンボマスター Sanbomasutā)                      | 4:45                                 |
| 4.                                   | „Mountain-a-Go Go-Two (jap. マウンテン・ア・ゴーゴー・ツー Maunten-a-gōgō-tsū)” | Captain Straydum (jap. キャプテンストライダム Kyaputen Sutoraidam) | 4:19                                 |
| 5.                                   | „Hajimete kimi to shabetta (jap. はじめて君としゃべった)”                       | GaGaGaSP (jap. ガガガSP)                                           | 3:00                                 |
| 6.                                   | „No Boy, No Cry (jap. ノーボーイ・ノークライ Nō bōi, Nō kurai)”                 | Stance Punks                                                       | 3:35                                 |
| 7.                                   | „Nakushita kotoba (jap. 失くした言葉)”                                          | No Regret Life                                                     | 4:48                                 |
| 8.                                   | „Speed (jap. スピード Supīdo)”                                                  | Analogue Fish (jap. アナログフィッシュ Anarogu Fisshu)             | 3:14                                 |
| 9.                                   | „Ding! Dong! Dang!”                                                             | TUBE                                                               | 4:33                                 |
| 10.                                  | „Namikaze Satellite (jap. 波風サテライト Namikaze Sateraito)”                   | Snorkel (jap. シュノーケル Shunōkeru)                              | 4:13                                 |
| 11.                                  | „Soba ni iru kara (jap. そばにいるから)”                                        | Amadori (jap. アマドリ)                                            | 3:47                                 |
| 12.                                  | „Parade (jap. パレード Parēdo)”                                                 | CHABA                                                              | 4:54                                 |
| 13.                                  | „Yellow Moon”                                                                   | Akeboshi (jap. 明星)                                               | 5:05                                 |
|                                      |                                                                                 |                                                                    | 56:14                                |

| Naruto in Rock -The Very Best Hit Collection Instrumental Version- (2008) | Naruto in Rock -The Very Best Hit Collection Instrumental Version- (2008)                | Naruto in Rock -The Very Best Hit Collection Instrumental Version- (2008) | Naruto in Rock -The Very Best Hit Collection Instrumental Version- (2008) |
| Nr                                                                        | Tytuł utworu                                                                             | Wykonawca                                                                 | Długość                                                                   |
| ------------------------------------------------------------------------- | ---------------------------------------------------------------------------------------- | ------------------------------------------------------------------------- | ------------------------------------------------------------------------- |
| 1.                                                                        | „GO!!!”                                                                                  | FLOW                                                                      | 3:59                                                                      |
| 2.                                                                        | „Viva★Rock ~Japanese Side~ (jap. ビバ★ロック~Japanese Side~ Biba★Rokku ~Japanese Side~)” | Orange Range (jap. オレンジレンジ Orenji Renji)                           | 3:32                                                                      |
| 3.                                                                        | „Seishun kyōsōkyoku (jap. 青春狂騒曲)”                                                   | Sambomaster (jap. サンボマスター Sanbomasutā)                             | 4:45                                                                      |
| 4.                                                                        | „Ima made nando mo (jap. 今まで何度も)”                                                  | The Mass Missile (jap. ザ・マスミサイル Za Masumisairu)                   | 4:41                                                                      |
| 5.                                                                        | „Harmonia (jap. ハルモニア Harumonia)”                                                   | Rythem                                                                    | 4:15                                                                      |
| 6.                                                                        | „Kanashimi o yasashisa ni (jap. 悲しみをやさしさに)”                                     | Little by Little                                                          | 4:04                                                                      |
| 7.                                                                        | „Ding! Dong! Dang!”                                                                      | TUBE                                                                      | 4:33                                                                      |
| 8.                                                                        | „Home Sweet Home”                                                                        | Yuki Isoya (jap. ゆき磯屋)                                                | 4:45                                                                      |
|                                                                           |                                                                                          |                                                                           | 34:34                                                                     |

| Naruto All Stars = ナルトォールスターズ (2008) | Naruto All Stars = ナルトォールスターズ (2008)             | Naruto All Stars = ナルトォールスターズ (2008)                               | Naruto All Stars = ナルトォールスターズ (2008) |
| Nr                                             | Tytuł utworu                                               | Wykonawca                                                                    | Długość                                        |
| ---------------------------------------------- | ---------------------------------------------------------- | ---------------------------------------------------------------------------- | ---------------------------------------------- |
| 1.                                             | „Distance”                                                 | Naruto Uzumaki (oryginalny: LONG SHOT PARTY)                                 | 3:12                                           |
| 2.                                             | „R★O★C★K★S”                                                | Kakashi Hatake (oryginalny: Hound Dog)                                       | 4:44                                           |
| 3.                                             | „Scenario (jap. シナリオ Shinario)”                        | Sasuke Uchiha (oryginalny: Saboten)                                          | 3:12                                           |
| 4.                                             | „Nagareboshi ~Shooting Star~ (jap. 流れ星~Shooting Star~)” | Shikamaru Nara (oryginalny: Home Made Kazoku (jap. HOME MADE 家族)           | 4:28                                           |
| 5.                                             | „Yurayura (jap. ユラユラ)”                                 | Sakura Haruno (oryginalny: Hearts Grow)                                      | 4:56                                           |
| 6.                                             | „Tsubomi (jap. つぼみ)”                                    | Naruto Uzumaki (oryginalny: MARIA)                                           | 4:02                                           |
| 7.                                             | „Mezamero! Yasei (jap. 目覚めろ!野性)”                     | Kakashi Hatake (oryginalny: Masahiko Kondo (MATCHY) with QUESTION?)          | 4:02                                           |
| 8.                                             | „Kimi monogatari (jap. キミモノガタリ)”                    | Sasuke Uchiha (oryginalny: Little by Little)                                 | 4:33                                           |
| 9.                                             | „Re:member”                                                | Shikamaru Nara (oryginalny: FLOW)                                            | 3:04                                           |
| 10.                                            | „Pinocchio (jap. ピノキオ Pinokio)”                        | Sakura Haruno (oryginalny: Ore Ska Band (jap. オレスカバンド Ore Suka Bando) | 2:16                                           |
|                                                |                                                            |                                                                              | 38:29                                          |